# Izetta: The Last Witch
Izetta: The Last Witch (jap. 終末のイゼッタ Shūmatsu no Izetta; także tłumaczone po niemiecku jako Izetta, Die Letzte Hexe) – japońska seria fantasy anime wyprodukowana przez studio Ajia-do Animation Works w 2016 roku. Zostało zapowiedziane 10 czerwca, a w okresie między 1 października a 17 grudnia 2016 było emitowane w telewizji. 

## Fabuła
Akcja dzieje się w alternatywnym świecie przed wybuchem, a potem w trakcie II wojny światowej. Tytułowa bohaterka, Izetta, jest ostatnią z rodu wiedźm, posiada umiejętność korzystania z magii i manipulowania przedmiotami. Jej przyjaciółka, księżna Finé, jest następczynią tronu alpejskiego kraju Eylstadt. Po uratowaniu jej przed porwaniem przez agentów Imperium Germanii młoda wiedźma przysięga bronić księstwa przez nadchodzącą zbrojną inwazją. 

## Postacie

### Główne
Izetta (jap. イゼッタ Izetta)
Seiyū: Himika Akaneya (japoński), Skyler McIntosh (angielski)
Piętnastoletnia Izetta to tytułowa bohaterka serii, jest ostatnią znaną potomkinią Białej Wiedźmy z Eylstadt. Zna księżniczkę Finé z dzieciństwa, uratowała ją ona przed gniewem mieszkańców wioski po niechcącym podpaleniu stodoły. Przez lata ukrywała swoje umiejętności podróżując razem z babcią po kraju, lecz po wybuchu wojny przełamała się i przysięgła chronić zarówno Finé, jak i księstwo. Jej moc jest jednak ograniczona przez naturalnie występujące źródła mocy, z dala od nich nie może wykorzystywać swoich mocy. Przemieszcza się latając na zmodyfikowanej rusznicy przeciwpancernej Boys zamiast tradycyjnej miotły (w części scen jest to rusznica PTRS-41).
Ortfiné "Finé" Fredericka von Eylstadt (jap. オルトフィーネ・"フィーネ"・フリーレリカ・フォン・エイルシュタット Orutofīne "Fīne" Furederika fon Eirushutatto)
Seiyū: Saori Hayami (japoński), Mallorie Rodak (angielski)
Księżniczka Eylstadt i następczyni tronu, kochana przez poddanych. Zostaje zmuszona do wzięcia odpowiedzialności za kraj podczas wojny, a po śmierci ojca przejmuje faktyczną władzę w księstwie. Zna Izettę od dziecka, szczerze podziwia jej moc i żywi do niej mocne uczucie. Z tego powodu bardzo niechętnie zgadza się, by brała ona udział w walkach na froncie.

### Eylstadt
Eylstadt to małe alpejskie księstwo ze stolicą w Landsbruck. Jest ono inspirowane zachodnimi terenami Austrii, takimi jak Tyrol i Vorarlberg, natomiast stolica bazuje na mieście Innsbruck. Mottem umieszczonym na fladze kraju jest Ich bin tapfer und bin fromm, co oznacza Jestem dzielny i pobożny. Siły zbrojne pod względem uzbrojenia i taktyki są wzorowane na francuskiej Armée de terre z okresu pomiędzy pierwszą a drugą wojną światową. 
Rudolf (jap. ルドルフ Rudorufu)
Seiyū: Toshiyuki Morikawa (japoński), Philip Weber (angielski)
Arcyksiążę Eylstadt, umiera wkrótce po rozpoczęciu inwazji Germanii, przez co jego córka musi wstąpić na tron.
Sieghard Müller (jap. ジークハート・ミューラ Jīkuhāto Mūra)
Seiyū: Hiroki Takahashi (japoński), Christopher Wehkamp (angielski)
Sieghart "Sieg" Müller jest doradcą w pałacu Arcyksięcia, pochodzi z rodziny służącej od pokoleń władcom księstwa. Ze względu na swoją inteligencję i doświadczenie zajmuje się operacjami wywiadowczymi i kontrwywiadowczymi. Jest bezwzględnie oddany swojej służbie i kieruje się wyłącznie racją stanu; nie waha się zabić młodego żołnierza Jonasa, gdy ten przypadkowo odkrywa sekret Izetty.
Bianca (jap. ビアンカ Bianka)
Seiyū: Aya Uchida (japoński), Madeleine Morris (angielski)
Główna dowódczyni Gwardii Książęcej i ochroniarz księżnej Finé. Z początku nie ufała Izetcie, później jednak broniła ją z takim samym oddaniem, jak władczynię księstwa.
Lotte (jap. ロッテ Rotte)
Seiyū: Nao Tōyama (japoński), Jill Harris (angielski)
Młoda pałacowa pokojówka oddelegowana do służenia Izetcie.
Elvira Friedmann (jap. エルヴィラ・フリードマン Eruvuira Furīdoman)
Seiyū: Kana Hanazawa (japoński), Tia Ballard (angielski)
Guwernantka księżnej, była dziennikarka pracująca w Stanach Zjednoczonych Atlanty. Za radą Siega została zatrudniona, by tworzyć propagandę i zwiększać morale mieszkańców Eylstadt.
Generał Schneider (jap. シュナイダー Shunaīda)
Seiyū: Kōzō Shioya (japoński), Jeremy Schwartz (angielski)
Głównodowodzący sił zbrojnych Eylstad.
Warmer (jap. ヴァルマー Vuarumā)
Seiyū: Ryunosuke Watanuki (japoński), Ben Phillips (angielski)
Premier księstwa i jeden z doradców księżnej.
Hans Obermayer (jap. ハンス・オベルマヤ Hansu Oberumaia)
Seiyū: Kenn (japoński), Haulston Mann (angielski)
Dowódca twierdzy Schweizen, po jej upadku na początku inwazji towarzyszył Izetcie i Finé po ich ucieczce z zasadzki Berkmana. Szybko dołączył do grona najbardziej zaufanych ludzi księżnej.
Koontz (jap. シュナイーダ Kōntsu)
Seiyū: Shinya Takahashi (japoński), Chris Ryan (angielski)
Szpieg na usługach Siega, który wykorzystuje go w tajnych operacjach.
Jonas Gallea (jap. ヨナス・ガレラ Ionasu Garera)
Seiyū: Hiroyuki Endo (japoński), Jean-Luc Hester (angielski)
Młody żołnierz pochodzący z dużej rodziny, który niedawno rozpoczął służbę. Niechcący podsłuchał rozmowę ujawniającą tajemnicę Izetty. Na jego nieszczęście dowiedział się o tym ukryty germański szpieg, który ciężko go ranił próbując wydobyć od niego te informacje. Sieg dobija go strzałem z pistoletu, by sekret nigdy nie wyszedł na jaw.
Tobias (jap. トビアス Tobiasu)
Seiyū: Junji Majima (japoński), Kyle Phillips (angielski)
Ochroniarz Finé, zabity przez Berkmana w trakcie próby uprowadzenia księżnej.
Hermann (jap. ヘルマン Heruman)
Seiyū: Ryōtarō Okiayu (japoński), Ben Bryant (angielski)
Ochroniarz Finé, ginie zabity przez germańskich żołnierzy w trakcie próby uprowadzenia księżnej.
Weisse Hexe (jap. ヴァイス ヘクセ or 白き 魔女 Vaisu Hekuse or Shiroki Majo)
Weisse Hexe (z niemieckiego biała wiedźma) to legendarna strażniczka księstwa Eylstadt. Zakochała się w księciu, ale ten niedługo przed swoją śmiercią rozkazał wydać ją Inkwizycji bojąc się oskarżenia o herezję i ściągnięcia problemów na kraj, przez co spłonęła ona na stosie. Po latach germańskim naukowcom udało się sklonować jej ciało i przywrócić ją do życia w celu wykorzystania jej magicznej siły jako broni.

### Germania
Silny zmilitaryzowany kraj wzorowany na III Rzeszy, jednak pod względem aparatu władzy został przedstawiony na wzór Cesarstwa Niemieckiego. Stolicą jest Nowy Berlin, co jest nawiązaniem do nigdy niezrealizowanego projektu „stolicy świata” Alberta Speera o nazwie Germania. Oznaczeniem wojskowym jest skośnie przesunięty Balkenkreuz z krótkim sztyletem umieszczonym zamiast jednego z ramion, a zawołaniem jest wzorowane na Sieg Heil Sieg Reich. Uzbrojenie jest niemal identyczne z uzbrojeniem Wehrmachtu z okresu początku drugowojennego konfliktu, w serii można zaobserwować między innymi czołgi PzKpfw III, PzKpfw IV, samoloty Heinkel He 111, Messerschmitt Bf 109 oraz broń strzelecką Mauser Kar98k i MP 40. 
Arnold Berkmann (jap. アーノルド ベルクマン Ānorudo Berukuman)
Seiyū: Junichi Suwabe (japoński), John Burgmeier (angielski)
Major (później awansowany do podpułkownika) sił specjalnych Germanii. Świetny analityk, bardzo przebiegły w wypełnianiu swoich zadań, w głębi duszy cyniczny i dbający tylko o siebie. Po odsunięciu od projektu badawczego nad wiedźmami i popadnięciu w niełaskę cesarza przeszedł na stronę księstwa Eylstadt, dzięki jego pomocy możliwe było pokonanie Sophie i zniweczenie germańskich planów. Po zakończeniu wojny był widziany z oficerami Stanów Zjednoczonych Atlanty podczas zawierania z nimi współpracy.
Sophie (jap. ゾフィー Zofī)
Seiyū: Sora Amamiya (japoński), Jad Saxton (angielski)
Klon prawdziwej Białej Wiedźmy stworzony w wydziale dziewiątym Imperialnego Arsenału Technologii. Nie posiadając własnej woli, Sophie była w pełni zależna od podawanej zastrzykami krwi Izetty, by podtrzymać jej świadomość umysłu. Rozgoryczona zdradą i okrutną śmiercią z rąk mieszkańców Eylstadt wieki temu zgodziła się pomóc cesarzowi w podbiciu świata w zamian za możliwość zniszczenia księstwa i wymordowania z zemsty jego obywateli. Korzystała z pomocy magicznego kamienia katalizującego energię magiczną za cenę własnej siły witalnej. Zginęła po wytworzeniu przez Izettę gigantycznej kuli energii, do której zrównoważenia zużyła zbyt wiele własnych sił, by przeżyć.
Rickert Bisterfelt (jap. リッケルト ビスタフェルト Rikkeruto Bisutaferuto)
Seiyū: Natsuki Hanae (japoński), Derick Snow (angielski)
Podporucznik w jednostce specjalnej Berkmanna i jego prawa ręka. Pochodzi ze szlacheckiej rodziny i chce na własną rękę udowodnić swoją przydatność. Razem z Lorenzem infiltrował zamek, w którym znajdowały się sekrety Białej Wiedźmy. Został zabity przez Biankę.
Otto (jap. オットー Ottō)
Seiyū: Kōichi Yamadera (japoński), Brandon Potter (angielski)
Cesarz Germanii, kapryśny megaloman, jego postać jest inspirowana osobami Adolfa Hitlera i Wilhelma II Hohenzollerna. W przeciwieństwie do większości swoich podwładnych silnie wierzy w istnienie wiedźm. Jego wiarę wzmocniło potwierdzenie istnienia Białej Wiedźmy, której moc chciał wykorzystać do podbicia świata. Popełnił samobójstwo w swoim bunkrze w 1941 roku, niedługo przed zdobyciem Nowego Berlina przez siły aliantów.
Elliot (jap. エリオット Eriotto)
Seiyū: Daisuke Hirakawa (japoński), Dave Trosko (angielski)
Pierwszy kanclerz Imperatora, często przez niego ignorowany. Jest niewidomy.
Basler (jap. バスラー Basurā)
Seiyū: Yoshimasa Hosoya (japoński), Jeffrey Schmidt (angielski)
Kapitan sił powietrznych, as myśliwski. Jego oddział został rozbity przez Izettę podczas jej ucieczki z germańskiej zasadzki. Od tamtej pory poluje on na wiedźmę chcąc za wszelką cenę zmyć plamę na honorze i wyrównać rachunki. Kierował później zespołem mającym uniemożliwić Izetcie dotarcie na konferencję pokojową, jednak nie był w stanie przeszkodzić Berkmannowi, którego później uznał za zdrajcę. Wierny do końca, w ostatnich dniach wojny był widziany odlatując w nieznane, prawdopodobnie na samobójczą misję.
Elisabeth (jap. エリザベート Erisabēto)
Seiyū: Kikuko Inoue (japoński), Leah Clark (angielski)
Wysoka rangą oficer SS, szefowa wydziału dziewiątego w Imperialnym Arsenale Technologii.
Lorenz (jap. ローレンツ Rōrentsu)
Seiyū: Shuusaku Shirakawa (japoński), Alejandro Saab (angielski)
Germański szpieg w randze kapitana, infiltrował armię Eylstadt. Udało mu się odkryć, że Jonas poznał sekret Izetty i niemal go poznał. Zginął podczas zwiadu w zamku podczas poszukiwania sekretów Białej Wiedźmy.
Görtz (jap. ゲルツ Gerutsu)
Seiyū: Kōji Yusa (japoński), Michael Johnson (angielski)
Oficer i lider grupy, której zadaniem było doprowadzenie Finé i Izetty do Nowego Berlina na początku serii. Ginie w katastrofie lotniczej spowodowanej przez Izettę.

### Pozostałe
Lord Redford (jap. レッドフォード Reddofōdo)
Seiyū: Mitsuaki Hoshino (japoński), Cole Brown (odc. 1–6), David Wald (od odc. 7) (angielski)
Minister Spraw Zagranicznych Brytanii, wspiera księstwo Eylstadt.
Babcia Izetty (jap. イゼッタの祖母 Izetta no sobo)
Seiyū: Hirano Fumi 
Babcia i pierwsza nauczycielka sztuk magicznych Izetty. Zmarła w nieznanym czasie przed wydarzeniami z serii, ale pojawia się wielokrotnie we wspomnieniach wnuczki.

## Anime
Seria anime produkcji Ajia-do Animation Works ukazywała się w Japonii w okresie między 1 października a 17 grudnia 2016 roku. Jednocześnie była ona udostępniania w serwisie Crunchyroll, a Funimation wypuściło wersję z angielskim dubbingiem 19 października 2016. Czołówką jest Cross the Line wykonywana wspólnie przez Akino i bless4, a tyłówką jest Hikaru Aru Basho e (jap. 光ある場所へ To a Place With Light) śpiewane przez May'n.

### Lista odcinków
Angielskie tytuły zostały zaczerpnięte z tłumaczenia autorstwa Funimation.
| # | Tytuł                                                                                              | Premiera             |
| --- | -------------------------------------------------------------------------------------------------- | -------------------- |
| 1 | Beginning of the War Tatakai no Hajimari (たたかいのはじまり (Der Anfang der Schlacht))            | 1 października 2016  |
| W neutralnym kraju Westrii księżniczka Ortfiné "Finé" Fredericka von Eylstadt ucieka pociągiem przed ścigającymi ją germańskimi żołnierzami. Podczas ucieczki w jednym z wagonów znajduje ona ukrytą tajemniczą kapsułę, którą częściowo udaje jej się otworzyć zanim wraz z eskortującymi ją agentami zostaje zmuszona do skoku. Udaje jej się dotrzeć do brytyjskiego Lorda Redforda, którego próbuje przekonać do udzielenia jej krajowi pomocy. Podczas rozmów dociera do nich wieść o rozpoczęciu przez Germanię inwazji na Eylstadt, a wrogim żołnierzom udaje się w końcu porwać księżną i umieścić ją w samolocie lecącym do Nowego Berlina. Finé odkrywa, że samolot transportuje także znajomą kapsułę, którą tym razem udaje jej się otworzyć. We wnętrzu znajdowała się wiedźma Izetta, którą księżna znała ze swojego dzieciństwa. Dzięki swoim mocom niszczy ona samolot i razem z Finé ucieka prześladowcom. | |                      |
| 2 | Scars and Gunfire Kizuato to, Jūsei to (傷跡と、銃声と (Mit Narben und Schüssen))                  | 8 października 2016  |
| Izetta i Finé szukają bezpiecznego miejsca do wylądowania i opatrzenia ran po walce w samolocie. Podczas poszukiwań właściwej lokacji zostają zmuszone do walki z wrogimi myśliwcami, którą udaje im się wygrać. Po wylądowaniu trafiają na oddział żołnierzy Eylstadt wycofujących się z Fortu Schweizen, który został zdobyty przez Germanię. Po opatrzeniu ran księżna przypomina sobie dokładnie, skąd zna wiedźmę. Izetta, mając w pamięci, że Finé kiedyś uratowała jej życie ofiarowuje swoją pomoc w walce z najeźdźcą. | |                      |
| 3 | The Sword in the Heavens Amakakeru Tsurugi (天翔ける剣 (Das Schwert des Himmels))                  | 15 października 2016 |
| Na linii frontu pod Coenenbergiem wojska Eylstadt znajdują się w tragicznym położeniu wobec miażdżącej przewagi wroga i ataków lotnictwa i sił pancernych. Załoga pobliskiego zamku prosi księżną o pozowlenie na dołączenie do obrońców, ale ta odmawia mówiąc, że ich poświęcenie daje im czas na ewakuację cywilów z miasta. Tuż przez kolejnym nalotem na pole bitwy dociera Izetta używając swoich mocy, jak również znalezionych lanc do zniszczenia wrogich czołgów i samolotów. Widząc jej poświęcenie, Finé zachęca żołnierzy, by ci ją wsparli i wspólnie odparli natarcie. Armia Eylstadt zwycięża w bitwie, a żołnierze świętują powrót Białej Wiedźmy i intonują hymn księstwa. Niedługo później, ciężko chory ojciec Finé dostaje wiadomość o powrocie córki i wyczynach Izetty. Wkrótce po tym umiera. | |                      |
| 4 | The Secret of the Witch Majo no Himitsu (魔女の秘密 (Das Geheimnis der Hexe))                      | 22 października 2016 |
| Finé udaje się do stolicy księstwa, Landsbruck, by opłakiwać śmierć swojego ojca. W tym samym czasie germański generał Grosskopf złożył raport cesarzowi o porażce jego sił pod Coenenbergiem z rąk Izetty. Wiedźma po bitwie budzi się w książęcym zamku pod opieką Lotte i Bianki. Niedługo wzywa ją księżna i pyta, dlaczego nie zawsze może ona używać magii. Izetta zdradza sekret wiedźm, iż moc magiczna zależy od tego, jak silne pola magiczne występują na danym terenie. Gabinet książęcy decyduje utrzymać to w sekrecie, dopuszczając jednak do tej wiedzy Elvirę, która dostaje zadanie wypromowania Izetty jako legendarnej Białej Wiedźmy podczas koronacji Finé. Niedługo potem Izetta przypomniała sobie słowa swojej babci, która mówiła jej, że sekret wiedźm znajduje się w pobliskim opuszczonym zamku. Wyrusza tam wraz z Bianką, a na miejscu udaje im się znaleźć ukryty pokój z mapą rozmieszczenia pól magicznych na całym świecie. W trakcie koronacji Izetta przysięga walczyć o pokój nie tylko dla Eylstadt, ale dla całego świata. | |                      |
| 5 | A False Miracle Itsuwari no Kiseki (偽りの奇跡 (Das falsche Wunder))                               | 29 października 2016 |
| Podczas koronacji Finé na arcyksiężną moce Izetty zostają publicznie zaprezentowane światu. W późniejszych dniach wiedźma przeprowadziła wiele ataków odwetowych na wojska Germanii, by zniechęcić je do prowadzenia ofensywy. Berkmann, po uzyskaniu zgody od cesarza na zbadanie sytuacji, przesłuchuje kapitana Baslera w sprawie jego walk z Izettą i dochodzi do wniosku, że ma ona pewne ograniczenia. Gdy Germania przypuszcza atak przez przełęcz pozbawioną mocy magicznej, Izetta wraz z książęcą gwardią przygotowuje mistyfikację - przy pomocy ładunków wybuchowych i karabinów snajperskich symulują atak magiczny, który się udaje. Niedługo potem młody rekrut Jonas staje się mimowolnie świadkiem rozmowy między Müllerem i generałem Schneiderem na temat użytego podstępu. Udaje mu się uciec niezauważonym, ale Müller znajduje w wodzie jego rodzinne zdjęcie. | |                      |
| 6 | On a Quiet Day... Odayakana hi ni (穏やかな日に (An einem ruhigen Tag...))                         | 5 listopada 2016     |
| W Germanii Berkmann przygotowuje swój plan pokonania Izetty. W tym celu kontaktuje się z szefową dziewiątego wydziału Imperialnego Arsenału Technologii chcąc uzyskać dostęp do tajnych badań, jakie rozwijają. Tymczasem w Eylstadt trwa pierwszy od długiego czasu spokojny dzień, który Finé, Izetta, Bianca i Lotte spędzają we własnym gronie bez trosk. Udaje im się wymknąć do niedawno otwartej cukierni na słynne ciasto wiśniowe. Wkrótce potem Müller prosi księżną o zgodę na wyjazd na konferencję aliantów, jednak Finé decyduje się pojechać osobiście z Izettą. W międzyczasie Jonas podczas rozmowy z kolegą z oddziału przyznaje się do wiedzy o sekrecie wiedźmy. Towarzysz broni okazuje się być jednak germański szpiegiem i próbuje wydobyć z Jonasa sekret siłą. Koontzowi i Müllerowi udaje się go spłoszyć, jednak Sieg, bojąc się o tajemnicę, zabija młodego rekruta. | |                      |
| 7 | The Battle of Sognefjord Sogunefyordo kaise (ソグネフィヨルド海戦 (Die Seeschlacht im Sognefjord)) | 12 listopada 2016    |
| Po przybyciu Finé i Izetty do Brytanii próbują one przekonać aliantów do udzielenia księstwu pomocy demontrując im moc wiedźmy. Okazją do tego staje się wyjście w morze nowego lotniskowca Germanii - Drachenfelsa - który zacumował na północy, a który Izetta obiecała zatopić. Dzięki siatce szpiegów Berkmann dowiaduje się o tym planie i przygotowuje zasadzkę na wiedźmę. Magiczne pola w tamtym rejonie były często oddzielone od siebie, co znacznie utrudniało ruchy Izetty, potwierdzając przy okazji podejrzenia Berkmanna. Będąc pewnym, że sekret jej mocy leży w opuszczonym zamku Białej Wiedźmy chce wysłać tam swojego szpiega, ale ku jego zaskoczeniu Rickert sam zgłasza się na ochotnika. | |                      |
| 8 | The Battle of Sognefjord Sogunefyordo kaise (ソグネフィヨルド海戦 (Die Seeschlacht im Sognefjord)) | 19 listopada 2016    |
| Rickert dociera do Eylstadt, by spotkać się z Lorenzem, nadal ściganym przez książecą gwardię. Razem udają się do zamku, gdzie dzięki próbce krwi Izetty z dawnych badań udaje im się otworzyć tajemną komnatę. Fotografują w niej mapę pól magicznych, dodatkowo odkrywając dziwny czerwony kamień w ukrytej niszy. Gwardziści jednak trafiają na ich trop, a ucieczkę obydwoje przypłacają życiem, sekret jednak zostaje bezpiecznie przechwycony przez kolejnego germańskiego szpiega. W tym samym czasie na balu maskowym u lorda Redforda Finé z Izettą natykają się na przebranego Berkmanna w towarzystwie nieznanej im kobiety. Gryzie ona wiedźmę w szyję wypijając nieco jej krwi, po czym mdleje. Korzystając z konsternacji wywołanej tym czynem obydwoje uciekają. Ambasador Stanów Zjednoczonych Atlanty pisząc po balu raport dla prezydenta, rekomenduje mu wysłanie wojsk do Europy i walkę z Germanią. W tajnym ustępie sugeruje również późniejszy atak na Eylstadt, by wyeliminować potencjalne zagrożenie ze strony Izetty.                   | |                      |
| 9 | The Sellun Corridor Burns Zerun kairō moe (ゼルン回廊、燃ゆ (Der Sellun-Korridor brennt nieder))   | 26 listopada 2016    |
| Podczas trzymiesięcznej nieobecności księżnej i wiedźmy w księstwie panbuje spokój, a one same wspierają ruch oporu w całej Europie. Niedługo po ich powrocie Germania przypuszcza kolejny atak na Coenenberg, który okazuje się być pułapką do zwabienia tam Izetty. Właściwe natarcie przeprowadzono z drugiej strony na Sellun, a zwabiona w pułapkę wiedźma staje oko w oko z potężnym przeciwnikiem - przywróconą do życia przez germańskich naukowców wiedźmą Sophie - prawdziwą Białą Wiedźmą z legend. Próbuje ona najpierw odwieść Izettę od pomagania księstwu, a gdy jej się nie udaje, atakuje ją i pokonuje w walce. Eylstadt, pozbawione wsparcia wiedźmy i wystawione na zmasowany atak z dwóch stron, zostaje podbite. | |                      |
| 10 | The Iron Hammer of the Witch Majo no tettsui (魔女の鉄槌 (Der eiserne Hammer der Hexe))            | 3 grudnia 2016       |
| Po podbociu stolicy księstwa i zniszczeniu przez Sophie pozostałych punktów zorganizowanego oporu, reszta oficjeli wraz z Finé ucieka ukrytym tunelem z pałacu. W Germanii cesarz gratuluje Sophie i Berkmannowi, lecz ten drugi zostaje odsunięty od projektu. Sam Otto planuje od teraz użyć Białą Wiedźmę do podbicia całego świata. Tymczasem pod Sellun oddziałom wojska wraz z gwardią udaje się odbić ciało Izetty i przenieść je do kryjówki ocalałych w górskich bunkrach. Po miesiącu Izetta budzi się, a Finé i Müller przyznają się jej, że ich przodkowie mieli swój udział w legendzie Białej Wiedźmy - przodkini księżnej przyczyniła się do zamordowania wiedźmy, a rodzina Siega wydała ją Inkwizycji. Izetta nadal jednak chce walczyć za księstwo mimo częściowego paraliżu. W sekrecie Müller przezntuje jej połówkę czerwonego kamienia mocy, pozwalającego na korzystanie z magii za cenę własnych sił życiowych. | |                      |
| 11 | Finé Fīne (フィーネ (Finé))                                                                        | 10 grudnia 2016      |
| Müller przekazuje Izetcie do użycia połówkę kamienia mocy, która była przechowywana w jego rodzinie. W tym samym czasie, mimo odsunięcia od obowiązków, Berkmann dociera do kaplicy Białej Wiedźmy w Eylstadt, odwiedza również grób Rickerta. Żołnierzom SS udaje się odkryć bunkry, w których kryli się pozostali oficjele księstwa, po czym przypuszcają brutalny szturm. Gdy księżna ma juz poddać się wraz z całą załogą Izetta, korzystając z kamienia mocy, odpiera atakujących. Po upewnieniu się, że został na niego wydany wyrok śmierci, Berkmann zabija dowódcę SS i poddaje się siłom księstwa. Przekazuje na przesłuchaniu tajne informacje o sekretnej broni cesarza, która, wzmocniona magią Sophie, będzie w stanie zniszczyć całe Landsbruck w celu zastraszenia reszty świata i wymuszenia kapitulacji. By temu zapobiec, Finé wyrusza na konferencję, a Izetta leci stawić czoła Sophie. | |                      |
| 12 | Izetta (イゼッタ (Izetta))                                                                         | 17 grudnia 2016      |
| Izetta i Sophie stają do pojedynku na śmierć i życie, podczas gdy rakieta z załadowaną bronią przygotowywana jest do startu. W tym samym czasie Müller i Bianca robią wszystko, by dowieźć księżną na konferencję, za co Sieg płaci cenę swojego życia. Berkmann, korzystając z zamieszania, po cichu ucieka. Izetcie udaje się odciągnąć Sophie od bazy, co uniemożliwia odpalenie rakiety. By finalnie pokonać Sophie, zbiera ona całą magię świata tworząc potężną kulę mocy. Biała Wiedźma próbując skontrować Izettę i samej magazynując moc wyczerpuje swoje siły i ginie. Eksplozja całej magii zgromadzonej w jednym miejscu ostatecznie eliminuje ją jednak ze świata. Niedługo potem alianci przypuszczają ostateczny szturm na Nowy Berlin, podczas którego cesarz Otto popełnia samobójstwo. Po zakończeniu wojny Finé opiekuje się Izettą, która przeżyła wybuch, w małym domku wybudowanym w miejscu, gdzie po raz pierwszy się spotkały. | |                      |